# Dharmakirti

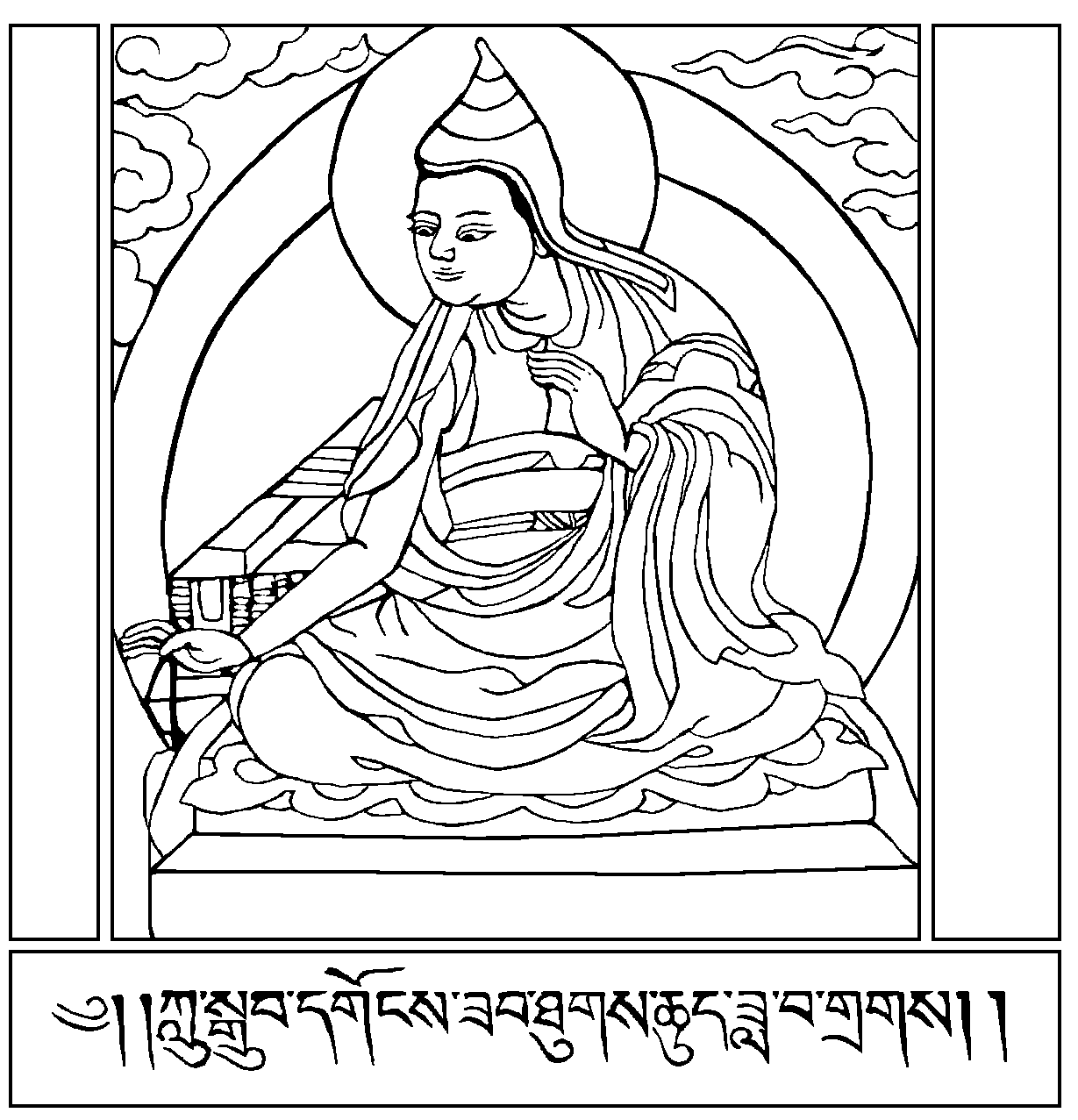
Dharmakirti

Dharmakirti (skt. Dharmakirti; tib. Chos-kyi grags-pa) war ein buddhistischer Philosoph und Logiker, der im 7. Jahrhundert in Indien lebte.
Das von ihm in sieben Traktaten verfasste System der Logik umfasst vier Abschnitte:
1. die Wahrnehmung
2. die Schlussfolgerung für sich
3. die Schlussfolgerung für andere
4. die logischen Fehler

Bedeutsam sind seine Untersuchungen zu Schlüssen mit negierenden Prämissen. Er entwickelte eine Begriffstheorie, die alle Begriffe durch Negationen (apoha) bestimmt.